# Barbezieux-Saint-Hilaire
Barbezieux-Saint-Hilaire je francouzská obec, která se nachází v departementu Charente, v regionu Nová Akvitánie.

## Poloha
Obec má rozlohu 26,55 km². Nejvyšší bod je položen 131 m n. m.

## Obyvatelstvo
V roce 2013 zde žilo 4774 obyvatel.
Následující graf zobrazuje vývoj počtu obyvatel v obci.